# Ponnambalam Arunachalam
Ponnambalam Arunachalam (14 septembre 1853 - 9 janvier 1924) était un homme politique et administrateur ceylanais. Il était le frère de Ponnambalam Ramanathan.

## Biographie
Il commença ses études au Royal College Colombo puis alla au Christ's College de Cambridge. Dès 1875, il entra dans le Ceylon Civil Service où il se distingua ce qui lui valut d'être fait chevalier lorsqu'il prit sa retraite en 1911.
Il fut président de la branche ceylanaise de la Royal Asiatic Society of Great Britain and Ireland.
Il milita pour la création de l'Université de Ceylan. En 1913, il dirigea la Ceylon Reform League, embryon du Ceylon National Congress. Il est considéré comme un héros de l'indépendance sri-lankaise.

## Travaux
- A Revel in Bliss (1895).
- A Few Hymns of Manikka Vachaka and Thayumanavar (1897).
- Sketches of Ceylon History (1906) [1],[2]
- A Digest of the Civil Law of Ceylon [3],[4]
- Studies and Translations from the Tamil
- Studies and Translations – Philosophical and Religious (1937)[5]

## Distinctions
- Héros national du Sri Lanka